# Johannes Möller (Marineoffizier)
Johannes Möller (* 24. Juni 1896 in Altdamm; † nach 1945) war ein deutscher Kapitän zur See der Kriegsmarine und u. a. Abteilungschef im Marinenachrichtendienst der Seekriegsleitung (Skl).

## Leben
Johannes Möller trat im April 1917 in die Kaiserliche Marine ein. Von August 1914 bis April 1917 hatte er bereits als Kriegsfreiwilliger im Deutschen Heer gedient. Ab September 1917 war er an der Marineschule und auf der Freya zur Ausbildung kommandiert. Bis Juni 1918 kam er auf die König und wurde hier Mitte Februar 1918 Fähnrich zur See. Anschließend besuchte er bis Kriegsende Ausbildungskurse.
Nach dem Krieg wurde er in die Reichsmarine übernommen. Am 30. Juni 1920 erfolgte seine Beförderung zum Leutnant zur See. 1921 war er Ordonnanzoffizier in der Infanterieabteilung der Schiffstammdivision der Ostsee. Am 1. April 1923 wurde er Oberleutnant zur See. Als Kapitänleutnant (Beförderung am 1. Mai 1930) war er 1930 Assistent des Leiters der Nachrichtenmittelversuchsanstalt der Marine in Kiel. Im Jahr darauf war er Marinenachrichtenoffizier der Marinestation der Ostsee (Kiel) und zugleich in der Verwaltung der Marineschule Friedrichsort.
In der Kriegsmarine wurde er am 1. Januar 1936 zum Korvettenkapitän befördert. Von Oktober 1937 bis Mai 1942 war er Referent und Gruppenleiter im OKM. Am 1. April 1941 wurde er zum Kapitän zur See befördert.
Im Juni 1941 wurde in der Seekriegsleitung (Skl) aus der Abteilung Marinenachrichtendienst (2/Skl) eine eigene Amtsgruppe Marinenachrichtendienst (2/Skl) unter der Leitung von Konteradmiral Erhard Maertens gebildet. Die ehemalige Abteilung Marinenachrichtendienst (2/Skl) wurde zur neuen Zentralabteilung (MND I), wobei daneben u. a. noch das Generalreferat Nachrichtenübermittlungsdienst (MND II) entstand. Ab Mai 1942 mit dem Ausbau des Generalreferats zur Abteilung Nachrichtenübermittlungsdienst war Möller bis April 1943 Chef von MND II, übergab die Leitung dann an Kapitän zur See Max Kupfer und übernahm von Kapitän zur See Ludwig Stummel MND I.
Bis September 1944 blieb er in dieser Kommandierung und wurde letzter Marine-Festungskommandant Memel. Bis Oktober 1944 (Schlacht von Memel) waren viele Bewohner der Stadt ins Innere Ostpreußens und über den Seeweg evakuiert worden. Unter seiner Führung gelang es, einen Großteil der Garnison und einige Zivilisten aus dem Hafen zurückzuziehen. Ab Ende Oktober 1944 wurde die Stadt im Zuge der Ostpreußischen Operation durch die Rote Armee belagert. Nach der Aufgabe der Stadt durch die Deutschen konnte diese am 28. Januar 1945 durch die Roten Armee erobert werden. Im Februar 1945 wurde Möller als Nachfolger von Kapitän zur See Wolfgang Jerchel Kommandant der Seeverteidigung Ostpreußen, eine Dienststelle, welche im Januar 1945 aus der Aufteilung des Kommandanten der Seeverteidigung Ost- und Westpreußen entstanden war. Bis April 1945 blieb er Seekommandant und übergab das Kommando an Kapitän zur See Hellmuth Strobel. Da Pillau bereits zum 25. April 1945 fiel, wurde die Dienststelle kurz nach Strobels Dienstantritt aufgelöst. 
Über seinen weiteren Lebenslauf ist aktuell nichts bekannt.